# Hotel Ambassador
Pour l'ancien hôtel de Los Angeles, voir The Ambassador Hotel.
L'Hotel Ambassador est un bâtiment situé sur la place Venceslas à Prague. L'hôtel a été construit en 1922 dans le style finissant de l'Art nouveau et de l'Art déco. Son bâtiment était à l'origine utilisé comme grand magasin, construit entre 1912 et 1913 par l'architecte František Setr, puis reconverti en 1922 en hôtel. En 1924, l'hôtel Zlatá Husa fut relié à celui-ci. Sur le site de l'actuel hôtel Ambassador se trouvait l'ancienne maison baroque U zlatého paříka, construite en 1780 et démolie en 1911.
Depuis 1958, il est un monument culturel de la République tchèque. 

Chaque année, la télévision tchèque diffuse en direct le programme et les prix de l’athlète de l’année depuis la salle locale. 

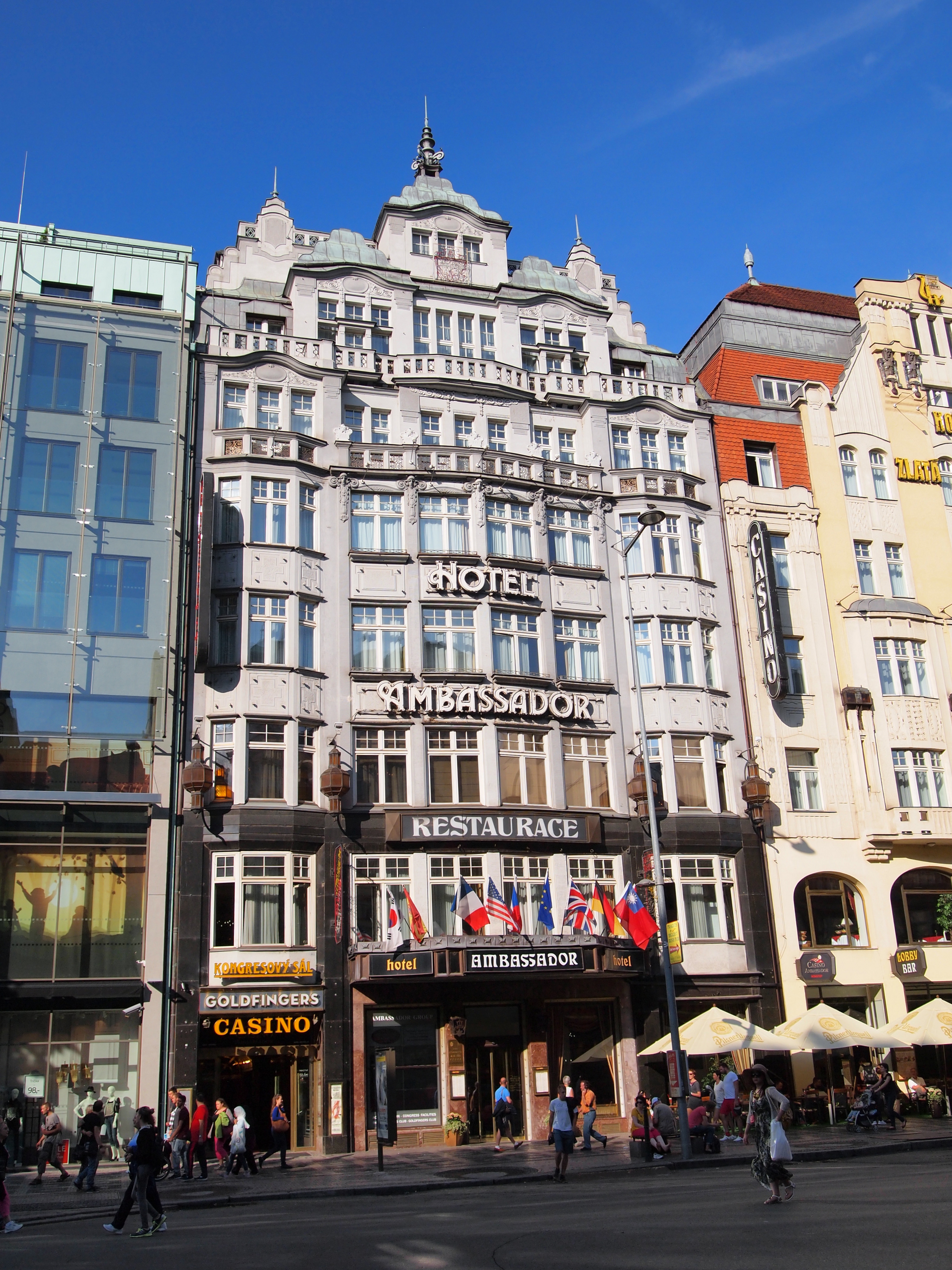
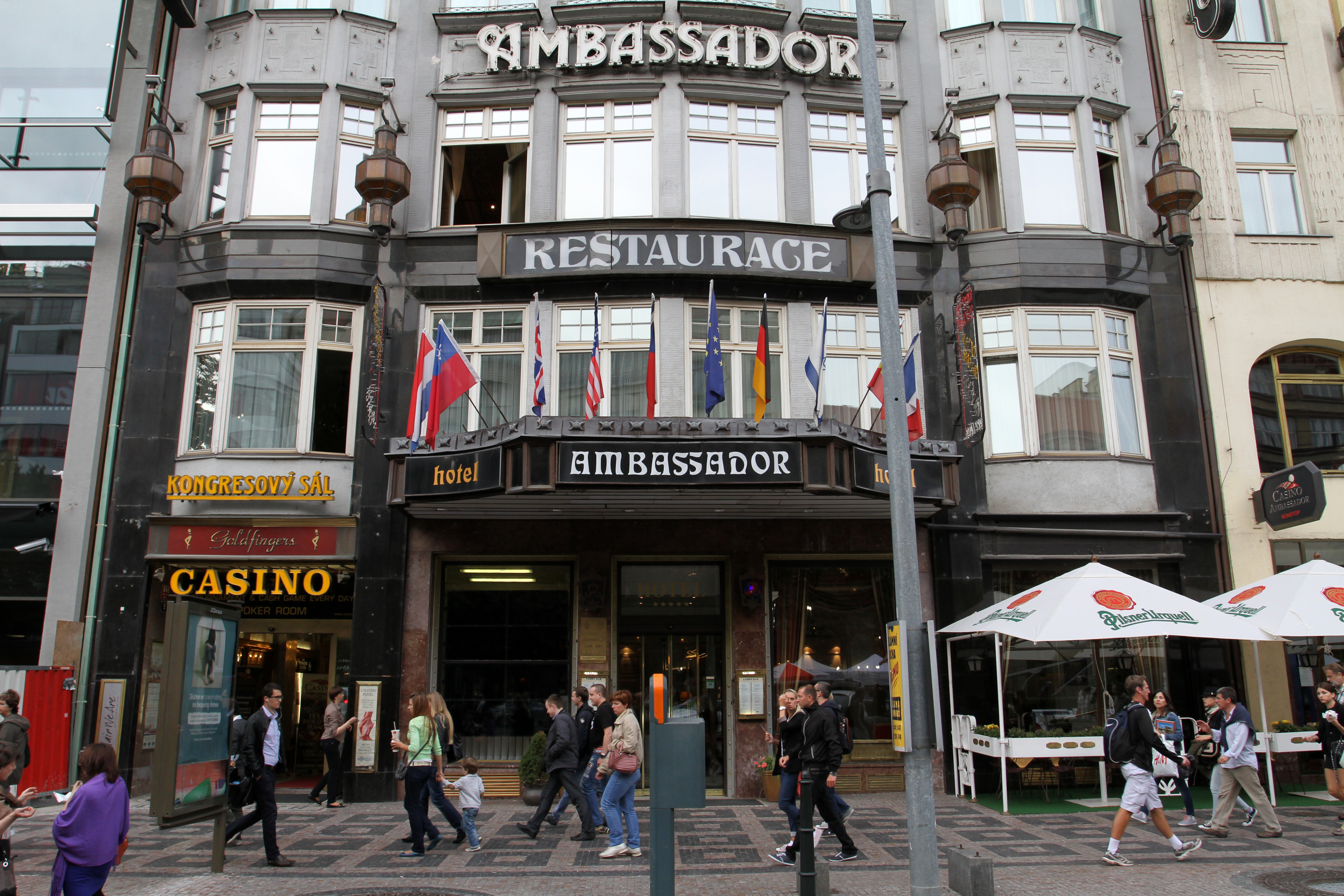
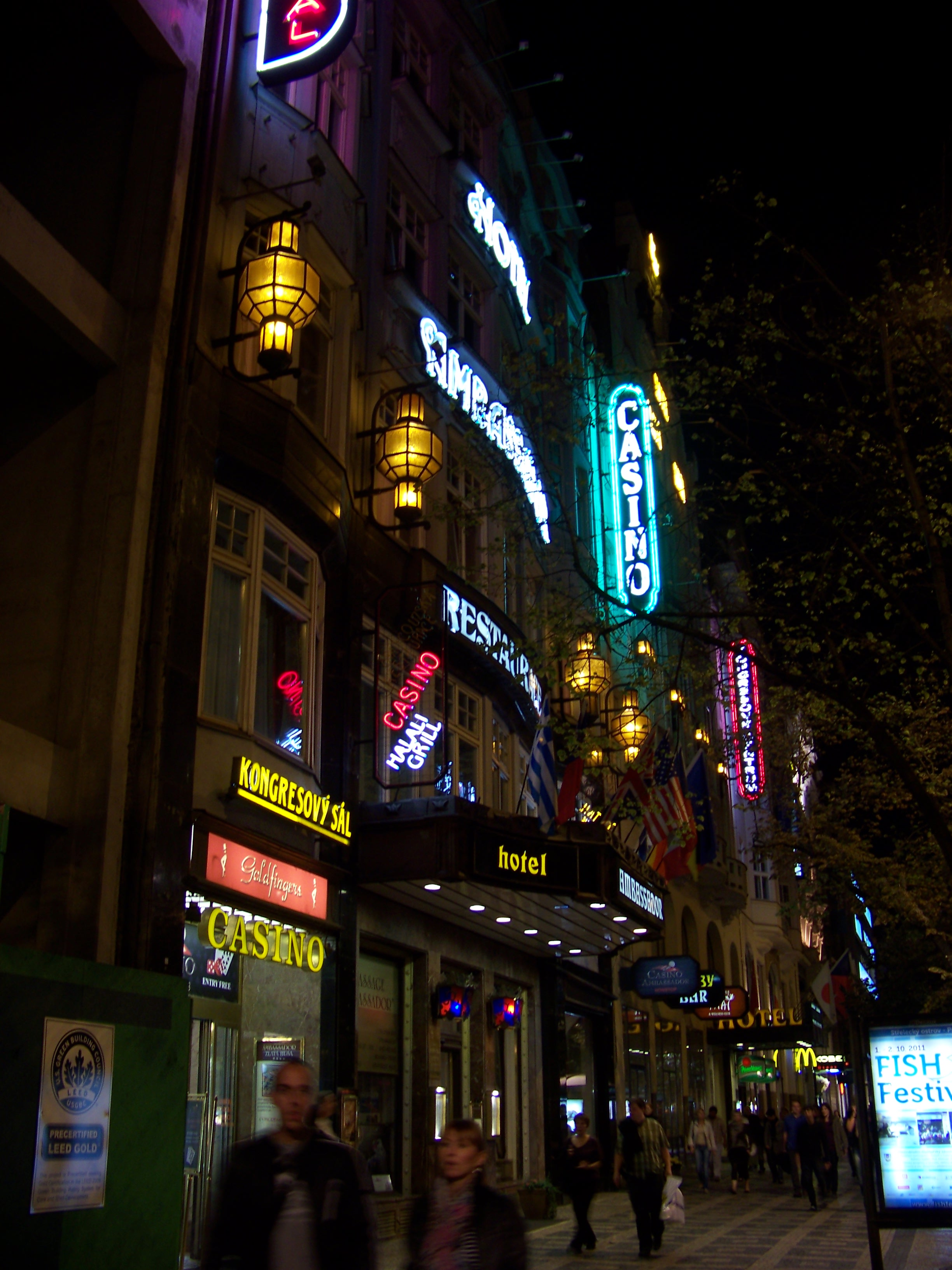